# Varec
Varec este numele unor alge brune, din ordinul Laminariales, care conțin o cantitate considerabilă de iod, prin urmare acest tip de algă este folosit pentru producerea iodului și al sodei. Face parte din clasa Phaeophyceae.
Această algă este cunoscută ca și "kelp" în limba engleză. E consumat de oameni încă din mezolitic. E apreciat în gastronomia Extremului Orient.

## Folosire
Varecul este folosit pentru a face multe produse: paste de dinți, șampoane, sosuri pentru salate, budinci, prăjituri, produse lactate, alimente congelate și produse farmaceutice.
Alginul, un agent de emulsionare și de lipire, este extras din alge și utilizat în aceste produse. 
Varecul este, de asemenea, folosit ca hrană în fermele de moluște. Între 100.000 și 170.000 de tone umede de alge sunt recoltate din apele Californiilor în fiecare an.
Pădurile de varec sunt habitate extrem de productive din punct de vedere biologic pentru o gamă largă de creaturi marine, inclusiv pești, arici, vidre de mare, lei de mare și chiar unele balene. Din acest motiv, pădurile de alge sunt esențiale pentru industria de pescuit și recreere.

### Dispariția „pădurilor de varec”
Pescuitul excesiv perturbă echilibrul pădurilor de alge prin îndepărtarea prădătorilor și permiterea populațiilor consumatoare de plante să explodeze și să mănânce excesiv algele, distrugând pădurile. Poluarea, cum ar fi scurgerea sedimentelor și deșeurile industriale, contribuie, de asemenea, la distrugerea pădurilor de alge. Astăzi, multe păduri de alge sunt situate în zone marine protejate și sunt studiate de oamenii de știință de la NOAA. Pădurile de varec sunt monitorizate pentru dimensiunea și distribuția varecului, condițiile fizice oceanice și viața asociată.
| Valoare nutrițională per 100 g                                                                                         | Valoare nutrițională per 100 g |
| --- | ------------------------------ |
| Energie | 180 kJ (43 kcal)               |
| |                                |
| Carbohidrați | 9,57 g                         |
| Zaharuri | 0,6 g                          |
| Fibre dietetice | 1,3 g                          |
| |                                |
| Grăsime | 0,56 g                         |
| |                                |
| Proteine | 1,68 g                         |
| |                                |
| Vitamine | Cantitate %DV†                 |
| Tiamină (B1) | 4% 0,05 mg                     |
| Riboflavină (B2) | 13% 0,15 mg                    |
| Niacină (B3) | 3% 0,47 mg                     |
| Acid pantotenic (B5)                                                                                                   | 13% 0,642 mg                   |
| Acid folic (B9) | 45% 180 μg                     |
| Vitamina C | 4% 3 mg                        |
| Vitamina E | 6% 0,87 mg                     |
| Vitamina K | 63% 66 μg                      |
| |                                |
| Minerale | Cantitate %DV†                 |
| Calciu | 17% 168 mg                     |
| Fier | 22% 2.85 mg                    |
| Magneziu | 34% 121 mg                     |
| Mangan | 10% 0,2 mg                     |
| Fosfor | 6% 42 mg                       |
| Potasiu | 2% 89 mg                       |
| Sodiu/ Natriu | 16% 233 mg                     |
| Zinc | 13% 1,23 mg                    |
| Link la antreul bazei de date a USDA-ului[nefuncțională]                                                               |                                |
| † Procentele sunt oferite cu aproximare, utilizând recomandările americane pentru adulți. Sursa: USDA FoodData Central |                                |